# Vincenzo Carravieri
Vincenzo Carravieri (Crespino, 1787 – Crespino, 1876) è stato un medico e patriota italiano.
Fu un noto personaggio protagonista nella storia della carboneria in Polesine.

## Biografia
Attivo dal 1805, anno in cui prese parte all'organizzazione della ribellione dei Crespinesi contro la dominazione francese. La reazione di Napoleone fu allora immediata, tolse la cittadinanza ai Crespinesi ed impose tasse doppie finché non fossero trovati e puniti i capi della rivolta. I Crespinesi, colpiti dal provvedimento ritenuto ingiusto, su consiglio del parroco Pietro Colla, con una supplica chiesero che dodici dei loro più rappresentativi cittadini, tra questi anche Vincenzo Carravieri, allora studente universitario di medicina a Bologna, che si offrivano come ostaggi, fossero ricevuti da Napoleone a Parigi. Giunti a Milano, il principe Eugenio di Beauharnais, viceré del Regno d'Italia, non li lasciò proseguire nel viaggio, timoroso che la loro presenza rinfocolasse ancora delle tensioni. Una nuova delagazione di tre persone formata da Arciprete, Maggiore della Guardia Nazionale e Giureconsulto andò a Parigi per la supplica a Giuseppina Beauharnais. Napoleone irremovibile pretese che prima venissero condannati i capi della rivolta. Alla fine per tutti pagò un povero pescivendolo, tale Giovanni Albieri, soprannominato "Veneri" o Venerio, arrestato, condannato a morte e ghigliottinato nella piazza del municipio di Crespino il 14 ottobre 1806: fu l'unico dei rivoltosi ad essere sacrificato come capro espiatorio dell'intera vicenda.
Successivamente Carravieri, laureatosi in medicina, proseguendo nel suo impegno patriottico durante la dominazione austriaca come affiliato alla Carboneria, coinvolto dal pretore di Crespino Felice Foresti, capo e diffusore della setta segreta in Crespino, venne arrestato dalla polizia asburgica il 7 marzo 1819, imprigionato ai piombi di Venezia e condannato a morte con una sentenza del Supremo Tribunale di Giustizia di Venezia del Regno Lombardo-Veneto il 18/5/1821 per il reato di alto tradimento nei riguardi dell'imperatore Francesco I.Tale pena fu poi commutata in via di grazia clementissima il 29/10/1821 in sei anni di carcere duro che scontò, parzialmente, nella prigione di Lubiana in Slovenia.
Rientrato al paese di Crespino nel 1824 Vincenzo Carravieri, divenne fervente mazziniano, si affiliò alla Giovane Italia, esercitò la professione di medico in Crespino, dove morì nel 1876, quasi novantenne.